# Федак-Шепарович Олена Степанівна
Оле́на Степанівна Феда́к-Шепаро́вич (1894, Львів — 1982, Нью-Йорк) — українська жіноча та громадська діячка, за фахом журналістка.

## Життєпис
Родом зі Львова. Дочка Степана Федака, сестра Степана Федака-Смока, дружина Лева Шепаровича. Олена походила з багатої родини і виховувалася французькою та німецькою гувернантками.
Закінчила класичну гімназію. Студіювала філософію у Львівському університеті, а також у Берліні.
Під час Першої світової війни займалася харитативною діяльністю. 1919 року була представницею уряду ЗУНР для справ Червоного Хреста, 1921 року була співзасновницею Союзу Українок у Львові, член його проводу і заступник голови.
У 1928—1935 роках — член проводу УНДО.
1938 року стала співзасновницею «Дружини княгині Ольги».
У 1935—1939 роках — співредактор двотижневика «Жінка» і «Громадянка».
Брала участь в міжнародних жіночих конгресах.
Від 1939 року жила в еміграції, спочатку в Австрії. 1949 року переїхала в США. До 1966 року працювала в Українському інституті Америки. Померла у Нью-Йорку.